# Замок Дун
Замок Дун (англ. Doune Castle) — середньовічний замок на околиці села Дун в області Стерлінг, Шотландія. Замок Дун побудував в 1381 р Роберт Стюарт.

## Поява у фільмах
В замку та біля нього проводилась частина зйомок фільму Монті Пайтон і Священний Грааль (1975).
Також замок був обраний як місце зйомок сцен, що відбуваються в замку Вінтерфелл, світу Пісні льоду та полум'я в телесеріалах Гра престолів та Чужоземка: Кров моєї крові